# 三光鳥
三光鳥（さんこうちょう）は、日本の野鳥のうち、その囀声が「月・日・星」と聞きなしされることから呼ばれる鳥の通称。
サンコウチョウ、イカルの二種類を指している。